# بلبل منتفخ الخلف
بلبل منتفخ الخلف (الاسم العلمي: Pycnonotus eutilotus) (بالإنجليزية: Puff-backed Bulbul)‏ هو نوع من الطيور يتبع جنس البلبل من فصيلة البلابل.